# La Baronne et son valet
Pour plus de détails, voir Fiche technique et Distribution.
La Baronne et son valet (titre original : The Baroness and the Butler) est un film américain réalisé par Walter Lang, sorti en 1938.

## Synopsis
Le majordome du Premier ministre hongrois, Johann Porok, est élu à l'improviste au parlement comme représentant du parti d'opposition social progressiste. Malgré cela, Johann insiste pour rester également domestique. Le comte Sandor qui est le Premier ministre, est satisfait de cet arrangement particulier car il a trouvé en Johann le majordome parfait et ne souhaite pas introduire un nouvel homme. Sa fille, la baronne Katrina Marissey, considère cependant Johann comme un traître, et ses relations avec lui sont très froides.
Au Parlement, Johann s'en prend au Premier ministre, son employeur, qui promet chaque année beaucoup de choses aux pauvres des classes défavorisées et ne les réalise pas, invoquant toujours des difficultés pour leurs réalisations. À la grande surprise de Katrina, le comte n'est pas du tout offensé et reste très amical avec Johann durant l'échange de questions réponses. En trois mois, Johann devient le véritable leader de son parti et Katrina est de plus en plus furieuse de cette situation à tel point qu'elle en vient par lui jeter son sac à main à la figure lors d'une séance au parlement pendant un de ses discours virulents. Lorsque ses collègues supposent que le sac a été lancé par quelqu'un du parti conservateur au pouvoir, une bagarre générale éclate alors entre les députés, tandis que le Premier ministre et son majordome s'en vont précipitamment. Le baron Georg Marissey, qui est marié à Katrina, ainsi qu'un autre membre du Parlement, les informe plus tard qu'un vote de confiance a eu lieu après leur départ. Le comte a perdu la majorité et doit démissionner de son poste de Premier ministre. Bien qu'il soit heureux de pouvoir passer plus de temps avec sa femme, il renvoie Johann à contrecœur, car il a négligé ses fonctions de majordome au détriment de celui de député et ils se séparent en bons amis.
Lorsque Katrina organise un bal, son ambitieux mari invite Johann à son insu. Laissée seule ensemble, Katrina s'attache peu à peu à Johann. Il lui avoue alors qu'il l'aime et que c'est pour cela qu'il essaie de s'améliorer, même s'il sait que sa cause est désespérée. Katrina le prend dans ses bras et l'embrasse. Ils sont interrompus par Georg et le commandant Andros, un autre fervent admirateur de Katrina. En privé, Georg propose à Katrina de divorcer en échange de sa nomination par Johann au poste de ministre du Commerce. Malgré la forte opposition de Katrina, Johann s'exécute au Parlement. Cependant, Katrina dénonce le marché en public et Georg est contraint de quitter la chambre parlementaire en disgrâce. Dans la scène finale, Johann Porok se fait servir le petit-déjeuner au lit par Katrina, qui se révèle être Mme Porok.

## Fiche technique
- Titre : La Baronne et son valet
- Titre original : The Baroness and the Butler
- Réalisation : Walter Lang
- Assistant-réalisateur : Gene Bryant
- Scénario : Sam Hellman, Lamar Trotti et Kathryn Scola d'après la pièce Jean de Ladislaus Bus-Fekete
- Photographie : Arthur C. Miller et Robert H. Planck
- Montage : Barbara McLean
- Musique : David Raksin, Alois Reiser, Louis Silvers et Paul Van Loan (non crédités)
- Directeur musical : Louis Silvers
- Direction artistique : Bernard Herzbrun et Hans Peters
- Décors : Thomas Little
- Costumes : Gwen Wakeling
- Producteur : Raymond Griffith	(producteur associé)
- Producteur exécutif : Darryl F. Zanuck
- Société de production :  Twentieth Century Fox
- Société de distribution : Twentieth Century Fox
- Pays de production :  États-Unis
- Langue : Anglais américain
- Tournage : Budapest et 20th Century Fox Studios
- Format : Noir et blanc — 35 mm — 1,37:1 — Son : Mono (RCA High Fidelity Recording)
- Métrage : 2 195 mètres (8 bobines)
- Genre : Comédie romantique
- Durée : 80 minutes (1 h 20)
- Dates de sortie : 
  - États-Unis : 18 février 1938
  - France :  4 avril 1938

## Distribution
- William Powell (VF : Jacques Dumesnil) : Johann Porok
- Annabella (VF : elle-même) : Baronne Katrina Marissey
- Helen Westley : Comtesse Sandor
- Henry Stephenson : Comte Albert Sandor
- Joseph Schildkraut : Baron Georg Marissey
- J. Edward Bromberg : Zorda
- Nigel Bruce : Major Andros
- Lynn Bari : Klari
- Maurice Cass : Annonceur radio
- Ivan F. Simpson : Comte Dormo
- Alphonse Ethier : Président
- Claire Du Brey : Martha, secrétaire de Kartina
- Margaret Irving : Comtesse Olga
- George Davis (non crédité) : Technicien radio